# Dilectissima nobis
Mit der Enzyklika Dilectissima nobis  (3. Juni 1933) an die Kardinäle, die übrigen Erzbischöfe und Bischöfe, den Klerus und das ganze Volk Spaniens, nimmt Papst Pius XI. „Stellung zur Kirchenverfolgung in Spanien“.

## Historischer Hintergrund
(Siehe Hauptartikel: Zweite Spanische Republik)
Am 14. April 1931 proklamierte Niceto Alcalá-Zamora die Zweite Spanische Republik und wurde Staatspräsident. Die 1931 gegebene neue Verfassung führte neben dem Wahlrecht für Frauen auch die Zivilehe ein. Nach einem gescheiterten Putschversuch im August 1932 übernahm nach den Wahlen von 1933 Alejandro Lerroux als neuer Ministerpräsident die Regierungsverantwortung.

### Politische und religiöse Entwicklung
Der spanische Episkopat war monarchistisch eingestellt und hatte die seit 1931 bestehende Republik nur widerwillig akzeptiert. Der Papst hatte die antiklerikale Gesetzgebung der Zweiten Republik verurteilt und die Anerkennung des neuen Regimes hinausgezögert. Schon seit 1910 hatte sich in Spanien ein Rückgang der praktizierenden Katholiken angedeutet und in manchen Gebieten wurden mehr als 25 Prozent der Kinder nicht mehr getauft.

### Trennung von Kirche und Staat
Die wirtschaftliche Misere des Landes brachte den liberalen, sozialistischen und radikalsozialistischen Parteien steigenden Zulauf. Die neue republikanische Verfassung bestimmte die Trennung von Staat und Kirche. Im Zuge der weiteren Reformen wurde die Zivilehe sowie die Ehescheidung eingeführt. Im Mai 1932 eröffnete der Kardinal-Primas von Spanien und Erzbischof von Toledo in einem Hirtenbrief den Widerstand gegen die Republik. Die katholische Kirche Spaniens verstärkte daraufhin ihre Vorwürfe gegen die „roten Antichristen“ und die „Feinde des Königreichs Christi“. Im folgenden Jahre 1933 riefen die spanischen Bischöfe zu einem „heiligen Kreuzzug für die vollständige Wiederherstellung der kirchlichen Rechte“ auf.

## Über die Verfolgung der Kirche
Über die politischen  Entwicklungen hinaus, beklagte Pius XI. den immer größer werdenden Hass gegen die Christen und die Institutionen der Kirche. Diese umstürzlerische Entwicklung habe sich auch in Mexiko und Russland verbreitet.
Er warnte vor anarchischen Zuständen in Teilen der Welt. Gegen diese zerstörerischen Kräfte habe er sich auch schon mit seiner Enzyklika Quas primas (1925) gewandt und damit ein Zeichen gesetzt. Er als Papst, trete für Freiheit, Ordnung, Ruhe, Eintracht und Frieden ein.

## Enteignungen
Pius XI. verdammt die widerrechtlichen Aneignungen kirchlicher Güter, Gebäude und Gegenstände. Sie würden dem rechtmäßigen Anspruch der Kirche entrissen, da diese Güter schließlich finanziell erworben worden seien. Er schreibt, dass dem Staat nicht die Macht erteilt worden sei, religiöse Gegenstände zu veräußern oder zu entweihen, die Kirche verlange deshalb eine Entschädigung.

## Kunstraub
Durch die  antireligiösen Kräfte und aus Machtgier der Regierenden, so klagt der Papst an, würden  kirchliche Gegenstände, Kirchengebäude, Kunstgegenstände, ja sogar Kirchen, nicht verschont. Der Raub oder die Wegnahme von kirchlichen Kunstschätzen würde die Gefühle der Gläubigen verletzen und die christliche Würde missachten.

## Verfolgung der Gemeinden
Zur Verfolgung der christlichen Gemeinden führt er aus, dass die religiösen Gemeinden durch die bedauernswerten Gesetze verwundet und nicht verschont würden. Die Mitglieder würden verfolgt, denunziert und ungerecht beschuldigt. Sie würden gequält, registriert und drangsaliert. Ihnen würden Extrasteuer auferlegt, die sie nicht zahlen könnten, um dann verurteilt und verschleppt zu werden. Die Gefangenen und verschleppten Menschen müssten danach unter einem schweren und langen Martyrium leiden.

## Exhortatio
In der abschließenden Exhortatio ruft er seine Mitbrüder in Spanien zur Ruhe, Besonnenheit und Vernunft auf. Pius XI. ermahnt sie mit Nachdruck weiterhin ihre „Herde“ zu beschützen und für die religiösen Rechte einzutreten. Es gelte, den Glauben diszipliniert zu verteidigen und den gefährlichen Einflüssen des Staates standhaft entgegenzutreten. Er ermuntert alle Geistlichen, in gemeinsamer Verantwortung treu und in katholischer Haltung für den Glauben zu kämpfen.